# زرج‌آباد
زرج‌آباد روستایی است که در استان اردبیل، شهرستان کوثر، بخش فیروز، دهستان زرج‌آباد قرار دارد. این روستا از امکانات آب، برق، گاز، تلفن ثابت و اینترنت ای دی اس ال وجود دارد.

## گردشگری
این روستا مناظر طبیعی بسیار زیبایی دارد از جمله این مکان‌ها «تیکیلی» در زبان محلی است که دشتی سرسبز و پر از گلهای زیبا در اواسط خرداد ماه(june)است.
آبشار شرشر یکی دیگر از جاذبه های گردشگری این روستا هستش که در منطقه دربند قرار گرفته است.

## جمعیت
بر اساس سرشماری سال ۱۳۹۵ جمعیت این روستا 778 نفر با۲۶۲ خانوار بوده‌است.